# Ignacio Ithurralde
Ignacio Ithurralde, vollständiger Name Ignacio Ithurralde Sáez, (* 30. Mai 1983 in Montevideo) ist ein uruguayischer Fußballspieler.

## Karriere

### Verein
Der je nach Quellenlage 1,86 Meter oder 1,89 Meter große Defensivakteur Ithurralde gehörte zu Beginn seiner Karriere von der Apertura bis in die Clausura 2007 dem Kader des Erstligisten Defensor Sporting an. Von der Saison 2002 bis zum Abschluss der Spielzeit 2005/06 stehen für ihn 63 Ligaspiele mit vier Treffern zu Buche. In der Saison 2006/07 werden dort 20 Erstligaeinsätze und drei Tore für ihn geführt. Von Juli 2007 bis Mitte Januar 2008 spielte er in Mexiko für den CF Monterrey. Bei den Mexikanern bestritt er acht Begegnungen (kein Tor) der Primera División. Es folgten in der Clausura 2008 zwölf Erstligaeinsätze (kein Tor) bei Olimpo de Bahía Blanca in Argentinien. Ende Juli 2008 schloss er sich deren Ligakonkurrenten Rosario Central an und bestritt vier Spiele (kein Tor) in der Primera División. Es folgte ein von Januar 2009 bis Januar 2010 währendes Engagement bei Peñarol in Montevideo. Bei den „Aurinegros“ lief er in der Clausura 2009 neunmal (kein Tor) und in der Spielzeit 2009/10 achtmal (ein Tor) in der Primera División auf. Nächster Arbeitgeber war bis Mitte Januar 2011 der Club Bolívar in Bolivien. In der LFPB absolvierte er 35 Partien (ein Tor) und kam zudem sechsmal (kein Tor) in der Copa Libertadores zum Einsatz. In jenem Wettbewerb spielte er auch viermal (kein Tor) bei seinem nächsten, sich bis Mitte 2011 erstreckenden Engagement beim paraguayischen Club Guaraní. Überdies bestritt er bei den Paraguayos zwei Ligaspiele (kein Tor). Sodann spielte er bis Mitte Januar 2012 für Audax Italiano in Chile. Sechs Einsätze in der Primera División und zwei in der Copa Chile – jeweils ohne persönlichen Torerfolg – lautete seine statistische Bilanz. Es folgte ein Wechsel nach Kolumbien zum Millonarios FC. Er absolvierte 23 Ligaspiele (ein Tor), zwei Partien (kein Tor) der Copa Libertadores, neun Begegnungen (ein Tor) der Copa Colombia und zwei Super-Cup-Spiele, kehrte sodann Ende Juli 2013 nach Uruguay zurück und unterschrieb einen Vertrag beim Erstligisten Club Atlético Rentistas. 14-mal (kein Tor) lief er in der Apertura 2013 in der Primera División auf und entschloss sich in den ersten Januartagen 2014 zu einem Wechsel erneuten nach Bolivien. Dieses Mal war dort der Club Blooming sein Arbeitgeber, für den er 14 Erstligaspiele (kein Tor) bestritt. Seit der Apertura 2014 steht er wieder in Reihen von Rentistas. In der Spielzeit 2014/15 wurde er 21-mal (zwei Tore) in der höchsten uruguayischen Spielklasse und zweimal (kein Tor) in der Copa Sudamericana 2014 eingesetzt. Im Juli 2015 wechselte er innerhalb der Liga zum Racing Club de Montevideo. In der Saison 2015/16 absolvierte er 22 Erstligapartien und schoss zwei Tore. In der Spielzeit 2016 kam er in elf Ligaspielen (kein Tor) zum Einsatz. Anschließend wurde zunächst vermeldet, er habe seine Karriere beendet. Im Januar 2017 unterschrieb er jedoch einen Vertrag für eine Spielzeit beim Zweitligisten Deportivo Maldonado.

### Nationalmannschaft
Ithurralde gehörte auch der uruguayische U-20-Auswahl an. Mit der von Jorge Da Silva trainierten Mannschaft nahm er an der U-20-Südamerikameisterschaft 2003 teil, bei der Uruguay den 5. Platz belegte. Im Rahmen des Turniers kam er in den Gruppenspielen gegen Ecuador, Brasilien und Bolivien sowie in der Finalrunde mindestens gegen Argentinien zum Einsatz. Er debütierte am 27. September 2006 mit einem Startelfeinsatz bei der 0:1-Auswärtsniederlage im Freundschaftsspiel gegen Venezuela unter Trainer Óscar Tabárez in der uruguayischen A-Nationalmannschaft. Sein zweites und letztes Länderspiel absolvierte er am 7. Februar 2007 beim 3:1-Auswärtssieg im Freundschaftsländerspiel gegen Kolumbien.